# École militaire impériale du Japon

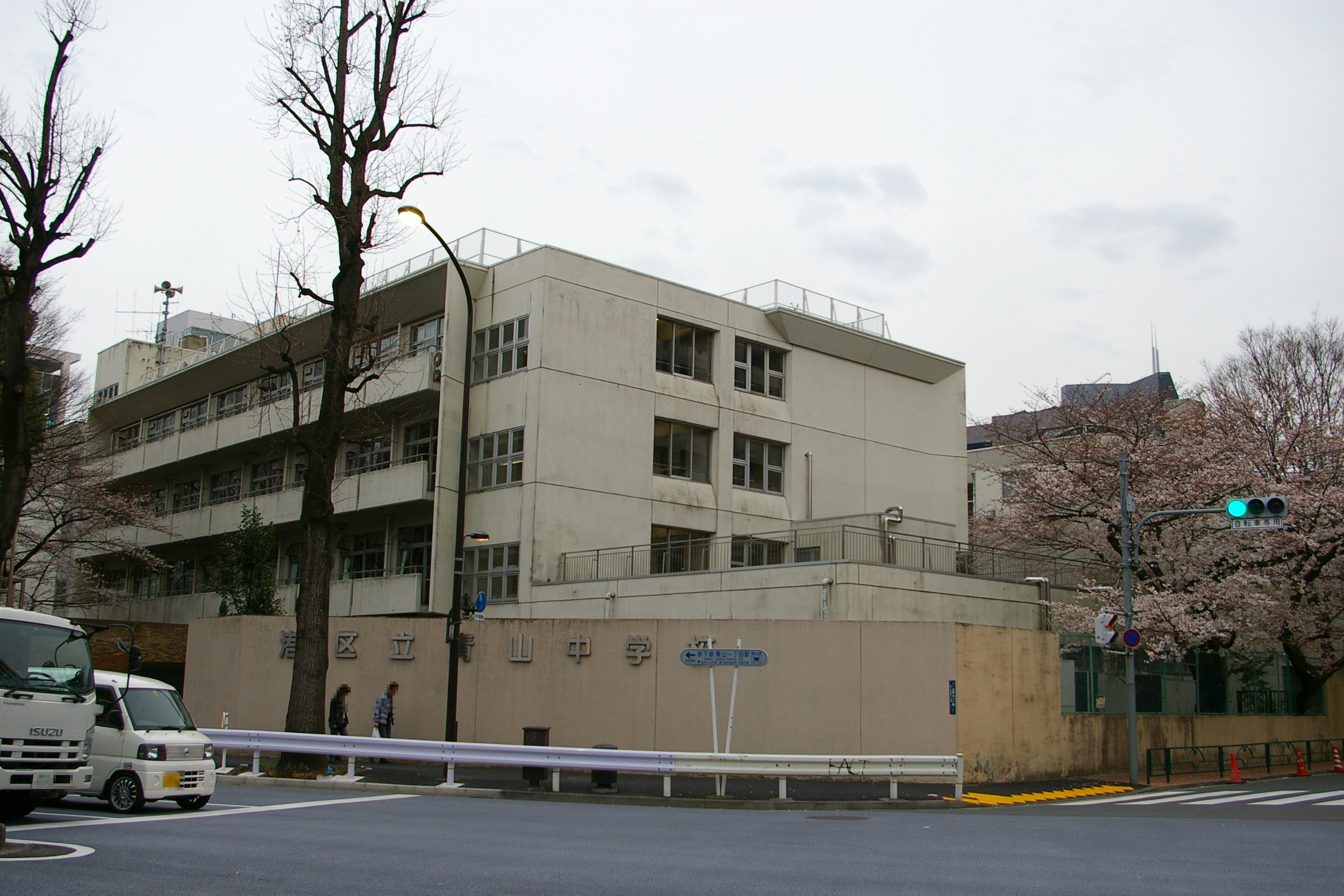
Ancien siège de l'école militaire impériale.

L'école militaire impériale du Japon (陸軍大学校, Rikugun Daigakkō), souvent raccourci en Rikudai (陸大), fut fondée en 1882 à Minato-ku à Tokyo pour moderniser et occidentaliser l'armée impériale japonaise. Beaucoup des plus importants chefs militaires et plusieurs premiers ministres de l'empire du Japon sont diplômés de cette académie.

## Histoire
Désirée par des officiers et des ministres pro-allemands influents, l'école militaire impériale fut copiée sur le modèle de l'académie de guerre de Prusse et des officiers allemands furent embauchés comme conseillers étrangers pour assurer les formations. Le plus important de ceux-ci fut le général Jacob Meckel. Il influença la création d'une armée de métier avec un système de garnison divisé en divisions.
Sous le contrôle direct de l'état-major de l'armée impériale japonaise, l'école était originellement spécialisée dans l'apprentissage des tactiques militaires et était vue comme le sommet du système d'éducation de l'armée. Pour cette raison, elle n'acceptait que les diplômés de l'académie de l'armée impériale japonaise qui avaient au moins deux ans (mais pas plus de six) d'expérience sur le terrain et qui avaient généralement acquis le rang de capitaine. Chaque classe comptait entre 30 et 35 élèves. L'apprentissage tendait à se faire par mémorisation, avec un petit encouragement aux pensées et discussions créatives entre étudiants. Le cursus durait trois ans et était considéré comme nécessaire pour les futures promotions. Chaque année, les six meilleurs élèves se voyaient remettre une épée militaire des mains de l'empereur et ils étaient surnommés le club de l'épée militaire.
L'école forma 60 classes avant d'être abolie par les forces alliées en 1945.